# 101番目の百物語
『101番目の百物語』（ハンドレッドワンのひゃくものがたり）は、サイトウケンジによる日本のライトノベル。イラストは涼香が担当している。MF文庫J（メディアファクトリー）より2010年7月から2012年11月まで刊行された。

## あらすじ
一文字 疾風、通称モンジは、日々を楽しく一般的な生活を送る高校生。しかしある日、謎の少女からDフォンという携帯電話を手渡され、『百物語の主人公』に選ばれてしまう。その日から「実在する都市伝説」を探索する日々が始まる。

## 登場人物
※声はPV、ドラマCDのキャスト
一文字 疾風（いちもんじ はやて）
声 - 江口拓也
本作の主人公。通称モンジ。夜坂学園の2-Aに所属。陸上部では短距離走の選手。ある日突然謎の少女ヤシロからDフォンを渡され、『101番目の百物語』（ハンドレッドワン）の『主人公』に選ばれる。
常にテンション高く、何事にも積極的にかかわろうとする性格。また、非常に正直者で本心をそのまま口にする。詩穂にあこがれを抱いているが、詩穂にかかわらず女性全般に弱い。
自分が取り込んだ『物語』にも幸せになってほしいと願い、百物語を完成させてハッピーエンドとするのではなく、ネバーエンディングな物語を目指す。
氷澄との戦闘の中で、自身の『物語』に守られるだけでなく自分も共に戦いたいという意思を持ち、取り込んだ物語と同じ能力を自らも持つという能力を発現した。
4巻の最後で詩穂に告白した。

一之江 瑞江（いちのえ みずえ）
声 - 小倉唯
蒼青学園から夜坂学園に転校してきた少女。
『月隠の呪言人形』（月隠のメリーズドール）の『ハーフロア』。ロア化しているときは都市伝説の人形と同じように、ボロボロのドレスで金髪になる。ハーフロアとしての経験を積んだため、身体能力は一般人をはるかに超越しており、戦闘能力は高い。
『百物語の主人公』を殺すためにモンジを襲ったが、モンジの説得に根負けして諦め、彼の『物語』となった。以降はモンジの戦力となるとともに、戦闘の指導役も担う。彼に最初に取り込まれたせいか、モンジとの精神的なつながりが最も強い。
傍から見ると基本的に清楚で物静かな風だが、直に話せば淡々と冗談や毒舌を口にし、特にモンジにだけは物言いが辛辣。ミステリアスに見せているのは、そうすることで噂されやすくなり、『ロア』としてより強力になるためという意味もある。
振り向いて自分を見た相手を確実に殺す『見返殺害』（メリーズピリオド）、自分の声を聞いた相手の元に瞬間移動する『想起跳躍』（リンガーベル）の能力を持つ。

仁藤 キリカ（にとう きりか）
声 - 南條愛乃
モンジのクラスメイト。モンジとは、毎朝会話するほどに仲が良い。(但し、時々セクハラめいた発言でモンジを翻弄している。それがモンジの事を意識している為かは不明。)
可愛らしい容姿に均整のとれた身体、明るく話しやすい性格から男女ともに人気のある少女。話好きな上に聞き上手であることから、「物知りキリカ」として有名。
その正体は、『魔女喰いの魔女・ニトゥレスト』であり、モンジや瑞江とは異なり生粋の『ロア』。『魔術』によってクラスメイトや家族の記憶を操作することで入り込んだ。
数々のロアを喰らい、その力を取り込んできた存在。モンジの『百物語』も喰らおうとしたが、モンジと瑞江のコンビに敗北し、百物語に取り込まれた。以降は情報収集や魔術によるサポート役としてモンジを手伝うようになる。
蟲の使役や喰らってきたロアの召喚などの様々な魔術を操り、またそれらをタイミングの制約なく使うことができる。ただし能力の使用には代償を必要とし、血の支払いや一定期間の感覚不全などを伴い、より多くの魔術を使うことで代償も重くなる。

六実 音央（むつみ ねお）
声 - 石原夏織
夜坂学園の二年生。生徒会の副会長。モンジとは中学からの知り合い。整った容姿やスタイルから注目を集めやすく、雑誌のモデルとしても活動している。髪色は茶色。
はっきりとものを言う強気な性格だが、内面は繊細なところがある。過去に一晩だけ迷子になったことで神隠しに遭ったと噂されたことがある。
実際には彼女は音央ではなく、過去の迷子事件の際に別人のようになったと噂されたことで音央と入れ替わってしまったチェンジリングの『妖精』。真実に気づいたことで自責の念からロアの世界『妖精庭園』（フェアリーガーデン）に閉じこもっていたが、モンジの説得に応じて『百物語』に取り込まれることで元の音央とともに現実に帰還した。
鳴央と二人セットで『妖精の神隠し』のロアとしての役割を分担し、Dフォンは音央が持っている。茨の蔦を操る『茨姫の檻』（スリーピングビューティー）の能力を使用する。後に空を飛ぶ能力の『妖精の羽』（ティンカーベル）、対象と自身の位置を入れ替える『真夏の夜の夢』（ミッドサマー・ナイトドリーム）を習得した。

六実 鳴央（むつみ なお）
声 - 石原夏織
モンジが夢の中で出会った黒髪の清楚な少女。夢で4回会った人を自分の世界に連れ去って元の世界の人々の記憶から消してしまうという、『妖精の神隠し』（チェンジリング）のロア。
本来の意味での六実音央は彼女だが、妖精と入れ替わったことで現実に戻れなくなってしまい、代わりに神隠しとしての仕事を担ってきた。モンジの『百物語』に取り込まれることで現実に舞い戻った。キリカの魔術によって再び現実の世界で人として固定され、名前を「鳴央」と改めて音央の双子の姉として生活を始めた。
最初はDフォンは音央が持ち鳴央は持っていなかったが、代わりに危機察知用のラジオを携帯している。4巻でヤシロからDフォンをもらった。
長く『神隠し』として存在していたためにモンジや音央よりもロアに対する知識は詳しい。『妖精庭園』への移動、ロアを闇へ引きずり込む『奈落落とし』（アビスフォール）、他者の夢を移動したり覗き見たりする『異界の迷い家』（テイルナローグ）を使用する。

朱井 詞乃（あけい しの）
境山ワンダーパークからつながっていた『富士蔵村』において、モンジたちがであった少女。
都市伝説『人食い村』（カーニヴァル）のロア。いくつか存在する入り口から富士蔵村に迷い込んだ人々を招き入れ、自身の眷属を利用して殺してしまう。殺された人は死体のまま操られる。元は単なる村としての存在だったが、チェンジリングによって名前を与えられたことで意思を持った。
キリカとの勝負に敗れ、彼女のロアに取り込まれた。

須藤 理亜（すどう りあ）
声 - 日高里菜
モンジの従兄妹。十二宮中学校の二年生。モンジの家族と同居しており、部屋の掃除や食事などの世話を焼いてくれる。
中学二年生とは思えないほどクールで常に冷静沈着であり、どんな場合でも（独り言すらも）丁寧語で話す。
時には動揺したり、恐怖を感じたりもするが、そんな時でも状況をしっかりと分析出来る冷静な観察力と、それを可能にする強い精神力とを持っている。
『終わらない千夜一夜』（エンドレス・シェラザード）の『主人公』であり、モンジよりも『ロア』としての経験は少し長い。ロアとしての格も『百物語』を上回る。
スナオのようなロアたちを救うため、そして何よりも自分が最も慕うモンジに平穏無事な生活を送ってほしいと願うために『主人公』となった。
モンジを守るために彼を自分の『物語』の一つにしようとしたが、モンジの「大切な妹にだけ辛い思いはさせられない」という強い意志により、最終的には理亜がモンジの『物語』となり、共に戦っていくことを誓った。その際、理亜はモンジに「兄さんが大好き」という想いも告白した。
潔癖症であり、誰かに触れられそうになると反射的に避けてしまう。さらには、回避する癖であったものが発達し、ロアまでを含む自身への害から身を守る才にまでなっている。ただし、モンジのみ（理亜が我慢すれば）頭を撫でたり、抱きしめたりすることができる。
他者のロアに対する『対抗神話』を朗読することでそのロアを消滅させることができる『千の夜話』（アルフ・ライラ）の能力を持つ。

スナオ・ミレニアム
声 - 藤田咲
『夜霞のロッソ・パルデモントゥム』の『ハーフロア』である少女。金髪のドリルヘアーで背は低い。『終わらない千夜一夜』の『主人公』に仕えている。
子供らしい溌剌とした性格であり、思考も単純。しかしロアとしての能力は高く、素の状態の一之江と互角に渡り合う。
少女を攫いつづけなければ消滅するという噂に縛られたことで、ハーフロアの道を歩むことになってしまった過去がある。そんな彼女を救ってくれ、自身が仕える『主人公』でもある理亜を強く慕っている。
『怪人の手』（マジシャンズハンド）という無数の手を空間から生み出す能力を持っており、異空間に少女をひきずりこんで殺してしまう。

アリサ
声 - 東山奈央
『予兆の魔女・アリシエル』の『ロア』である少女。通称アリサ。髪は銀の長髪。
自身の能力によって『世界の危機』を『予兆』したため、それを回避できる可能性を持つ『主人公』として理亜をパートナーに選んだ。
未来の『予兆』を感じ取ることができ、また自身と遭遇した相手の未来を不安定なものにする性質を持つ。『魔女』としての魔術もいくつか使うことができる。

氷澄・エンフィールド（ひずみ エンフィールド）
『蒼の邪眼』（ブルーアイズ）の名を持つ『主人公』。眼鏡をかけており、自信に満ちた態度をしている。これまでにも何人かの主人公を倒した経験がある。
『百物語』を取り込むためにモンジに勝負を挑む。一回勝利を収めたが、二度目の戦闘でモンジが自身の能力を獲得したことで敗れた。以降はモンジと協力関係を結ぶ。
自身が視た対象に災厄を集中させることができる『厄災の眼』（イーヴルアイ）、相手に幻惑を見せる『幻の邪眼』（ファントムアイズ）の能力を持つ。

ライン
『ターボ婆さん』のロア。氷澄に仕えている。片目に包帯を巻いてゴシックロリータ系の服装をしている。見た目は少女のようでありながら口調は老婆のようなので、『境山のターボロリババア』と呼ばれている。
音速を超えるスピードで移動できるため、一之江の『想起跳躍』ですら追いつけない。超高速で移動することでソニックムーブを発生させる『音速境界』（ライン・ザ・マッハ）の必殺技を持つ。

七里 詩穂（しちり しほ）
声 - 吉田真弓
夜坂学園の生徒会長を務める、モンジの先輩である少女。
整ったルックスとスタイルに人懐っこい性格で学園のアイドルとして名高い。『都市伝説』の噂話を仕入れてきて、しばしばその解決（何も起こらないことを証明するという意味で）をモンジたちに依頼する。
元々は『2000年問題』の『ロア』で、2000年が過ぎたところで消滅するはずだったが、「8番目のセカイ」の『管理人』となることで生きながらえることができた。
別人格である『管理人』共々モンジの『物語』となった。
4巻終盤でモンジに告白されてからモンジの事を意識しだしている描写がある。

ヤシロ
モンジに『Dフォン』を渡した少女。真っ白のワンピースにつば広の帽子をかぶっている。『ロアの世界』の案内人として、ロアやハーフロアが生まれたときに世界に現れる。しばしばモンジに接触し、未来を見透かしたような助言を残す。
正体は『ノストラダムスの大予言』の『ロア』。『管理人』によって閉じ込められていたが、詩穂の記憶がよみがえった際に復活を遂げた。

三枝さん（さえぐささん）
声 - 下田麻美
モンジのクラスのクラス委員長。都市伝説の情報を仕入れるとともに噂を流す役割を担っており、様々な場所に同じ役割を持った存在がいる。

アラン・シアーズ
モンジのクラスメイトの男子。陸上部に所属。金髪碧眼の整った容姿でありながら、女性に対しては意外に奥手であり、なおかつ「アホ」であるためいまいちもてない。

語り部
声 - 下田麻美
各巻の冒頭で現れる謎の語り部。

## 用語
ロア
都市伝説が実体化した存在。語源はフォークロア。それぞれのロアはその都市伝説に沿ったルールのもとに存在し、『ロアの世界』の中では論理的・科学的なルールよりもロアとしての物語的なルールが優先される。都市伝説は噂として広まっていくため、噂によって性質が左右されやすい。強力なロアとなるためには、存在を隠しながらも、他のロアを倒すなどして存在性をアピールしていく必要がある。恐怖や負の力などの影響を受けやすいため、ロアは女性が多い。
噂から生まれて噂として存在する生粋のロアとは別に、人間からロアになった者は次第に『ハーフロア』となっていき、身体能力などが人間の枠を超えていく。
噂から生まれたロアは、嘘をつくことでその存在が曖昧になってしまうため、特に強い力を持つものほど嘘をつくことができない。ただし、元となる都市伝説が嘘をつくものとして知られている場合にはこの限りではない。

Dフォン
モンジがヤシロから受け取った黒い携帯電話。ロアとなった人々が携帯している。『8番目の世界』に接続するための端子であり、コードの読み取りによってロアを自身の元に引き寄せる役割も持つ。ロアによる危機が持ち主に迫ると、赤く発光するとともに火傷するほどに強く発熱する。通常の電話とは通信できないが、Dフォン同士ならば電話やメールもできる。
モンジのDフォンは特別に、自分のものとなった『物語』を呼び出すことができる。すべての『主人公』のDフォンが同じ機能を持つかは不明。

8番目の世界
Dフォンから接続できる、都市伝説の噂が集められたサイト。ロア同士の戦闘の速報も掲載される。主に『語り部』たちによって情報が集められる。

主人公
いくつかの物語を内包した都市伝説のロアとなったもの。取り込んだロアを使役することができる。特定の数（『百物語』ならば百個）のロアを取り込むことで完成させることを目標とし、他の主人公を倒すことで相手の持つロアを自分のものにできる。

## 既刊一覧
- サイトウケンジ（著）・涼香（イラスト） 『101番目の百物語』 メディアファクトリー〈MF文庫J〉、全8巻
  1. 2010年7月23日発売[4]、ISBN 978-4-8401-3451-4
  2. 2010年11月25日発売[5]、ISBN 978-4-8401-3581-8
  3. 2011年3月25日発売[6]、ISBN 978-4-8401-3852-9
  4. 2011年7月25日発売[7]、ISBN 978-4-8401-3974-8
  5. 2011年12月22日発売[8]、ISBN 978-4-8401-4300-4
  6. 2012年3月23日発売[9]、ISBN 978-4-8401-4535-0
  7. 2012年7月25日発売[10]、ISBN 978-4-8401-4644-9
  8. 2012年11月22日発売[11]、ISBN 978-4-8401-4875-7

## 関連商品
| 発売日         | タイトル                                     | 規格品番   | 制作        |
| -------------- | -------------------------------------------- | ---------- | ----------- |
| 2012年12月26日 | サウンドドラマ 101番目の百物語               | HBCD-129   | HOBiRECORDS |
| 2015年9月25日  | 101番目の百物語 ドラマCD「果てしない学園祭」 | TORA-00158 | HOBiRECORDS |